# Mauer-Schuttkraut
Das Mauer-Schuttkraut (Valantia muralis), auch Mauer-Vaillantie genannt, ist eine Art der Pflanzengattung Valantia innerhalb der Familie der Rötegewächse (Rubiaceae).

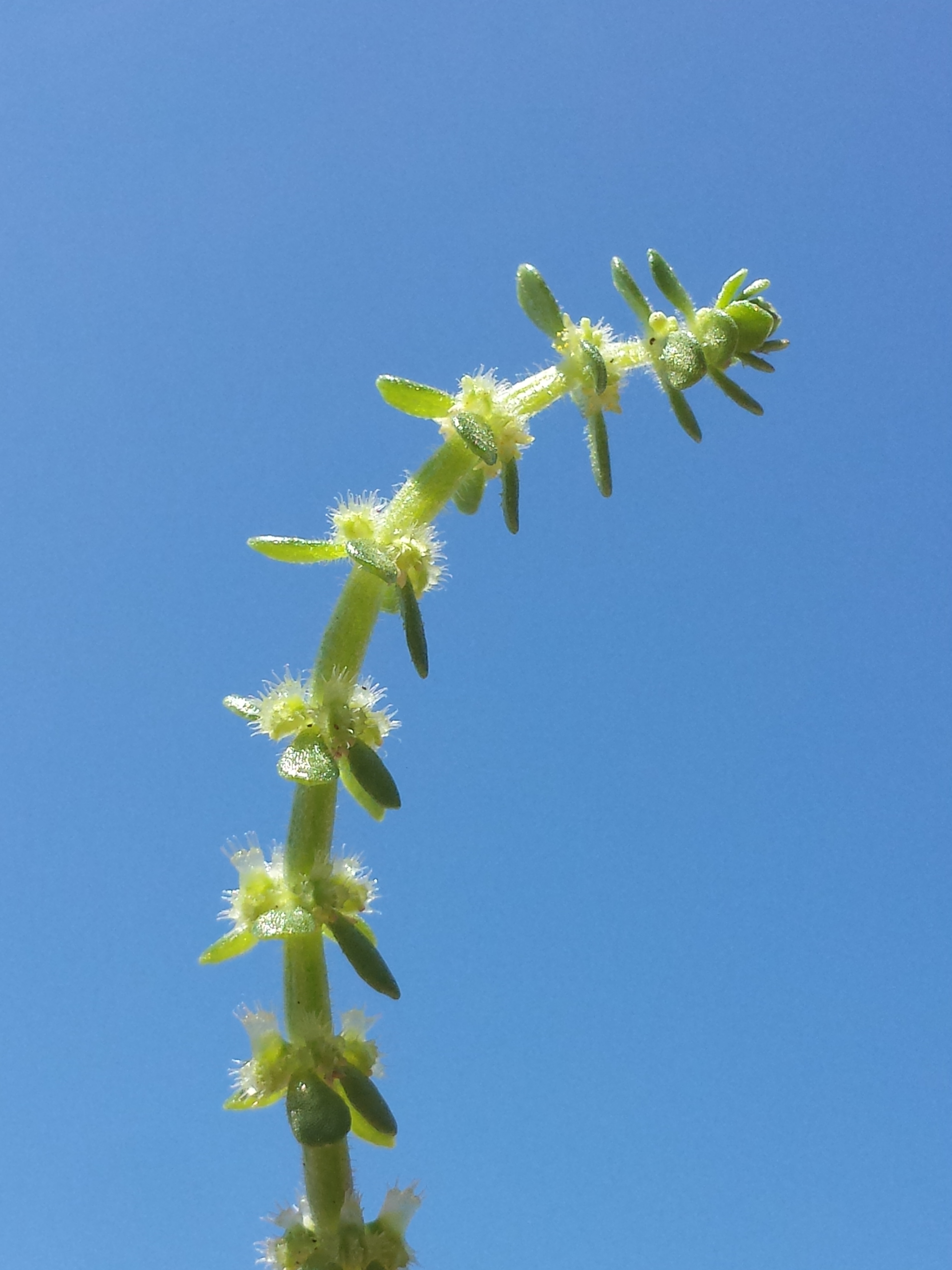
Blütenstand

## Beschreibung
Das Mauer-Schuttkraut ist eine einjährige und einhäusige, monözische Pflanze, die 5 bis 25 Zentimeter hoch wird. Es ist sehr unscheinbar und zart. Die Stängel sind meist am Grund verzweigt. Sie sind nur oben mehr oder weniger weich behaart und tragen am Ende ährenartige Gesamtblütenstände. Die Blätter stehen zu vieren in Quirlen. Sie sind schmal verkehrt-eiförmig bis lanzettlich und stumpflich, 6 bis 10 Millimeter lang und 2 bis 4 Millimeter breit. Die Blüten mit einfacher Blütenhülle stehen zu dritt, zymös und achselständig. Die mittlere Blüte ist zwittrig. Die Blütenkrone ist bei ihr vierzipfelig, sie ist gelblich und rosa überlaufen. Die beiden seitlichen Blüten sind männlich und dreizipfelig. Die Blütenstiele sind zur Fruchtzeit herabgebogen, teilweise verwachsen und verdickt mit einem deutlichen Horn auf dem Rücken. Die Frucht in den verwachsenen Blütenstielen trägt wenige, auf Höckern sitzende Borsten.
Die Blütezeit ist März bis Juni.

## Vorkommen
Das Mauer-Schuttkraut kommt im Mittelmeerraum vor von Portugal bis Syrien und Jordanien und von Marokko bis Libyen. Es gedeiht an flachgründigen, steinigen Standorten, in Felsspalten und an Mauern.

## Taxonomie und Systematik
Das Mauer-Schuttkraut wurde 1753 durch Carl von Linné in Species Plantarum, Tomus 2, S. 1051 als Valantia muralis erstbeschrieben. Der Gattungsname Valantia ehrt den französischen Arzt und Botaniker Sébastien Vaillant (1669–1722).
Man kann 2 Varietäten unterscheiden:
- Valantia muralis var. intricata (Lojac.) Brullo: Sie kommt nur in Sizilien vor.[2]
- Valantia muralis var. muralis.